# Schisandraceae
Famille
Classification APG III (2009)
Les Schisandraceae (ou Schisandracées en français) sont une famille de plantes à fleurs primitives de l'ordre des Austrobaileyales.
Ce sont des lianes, productrices d'huiles essentielles, à feuilles persistantes ou caduques, avec parfois des rosettes de feuilles terminales, des régions tempérées à tropicales. On les rencontre en Eurasie et au sud-est des États-Unis.
La classification phylogénétique situe cette famille parmi les familles de divergence ancienne.
La classification phylogénétique APG II (2003) la rapproche de 3 autres familles : Austrobaileyacées, Triméniacées, Illiciacées pour former l'ordre des Austrobaileyales. Optionnellement, la famille peut inclure les Illiciacées.
En classification phylogénétique APG III (2009), qui n'a jamais recours à des familles optionnelles, cette famille est reconnue dans sa forme large (contenant le genre Illicium anciennement dans Illiciaceae).

## Étymologie
Le nom de famille vient du genre Schisandra lui-même issu du grec σχίζω skízô fendre, séparer en fendant et ἀνήρ anếr, génitif ἀνδρός andrós, mâle, homme en référence aux cellules séparées de l'anthère.

## Liste des genres
La classification phylogénétique APG III (2009) inclut dans cette famille les genres précédemment placés dans la famille Illiciaceae. Le genre Illicium pour être précis.

Selon Angiosperm Phylogeny Website (27 mars 2010) et NCBI (27 mars 2010) (Plus conforme à APGIII puisqu'il incorpore le genre Illicium anciennement dans Illiciaceae) :
- genre Illicium (anciennement dans Illiciaceae)
- genre Kadsura
- genre Schisandra

Selon DELTA Angio (27 mars 2010) (plus conforme à la définition APGII) :
- genre Kadsura
- genre Schisandra

Selon ITIS (22 octobre 2024) :
- genre Illicium L.
- genre Schisandra Michx.